# Corentin Sellier
Pour les articles homonymes, voir Sellier.
Corentin Sellier né le 29 mai 2001, est un joueur de hockey sur gazon français. Il évolue au poste d'attaquant au CA Montrouge et avec l'équipe nationale française.
Il a remporté la médaille de bronze à la Coupe du monde des moins de 21 ans en 2021.

## Carrière

### Championnat d'Europe
- Top 8 : 2021

### Coupe du monde (moins de 21 ans)
- : 2021